# Rafael dos Anjos
Rafael Souza dos Anjos (Niteroi, 26 ottobre 1984) è un lottatore di arti marziali miste brasiliano.
Combatte nella categoria dei pesi welter per la promozione statunitense UFC, nella quale è stato campione dei pesi leggeri dal 2015 al 2016.

## Caratteristiche tecniche
Dos Anjos ha una forte base nel Jiu jitsu brasiliano, essendo una cintura nera 3º dan di tale disciplina sotto gli insegnamenti di Aldo "Caveirinha" Januario de Olivera: non a caso sei delle sue prime dieci vittorie in carriera le ottenne tramite sottomissioni.
Con il tempo è stato in grado di sviluppare anche tutti gli altri aspetti del combattimento e da quando si allena a Singapore con il team Evolve MMA è notevolmente migliorato nel Muay thai sotto la guida di Chatri Sityodtong, diventando anche il primo lottatore ad aver mandato KO Benson Henderson.
Pratica anche la lotta, disciplina di cui usa spesso gli atterramenti, e la boxe.

## Carriera nelle arti marziali miste

### Inizi in Brasile
La carriera da professionista nelle MMA di Rafael dos Anjos iniziò nel 2004 in modo non esaltante, tant'è che nelle prime quattro gare subì due sconfitte, anche se in entrambi i casi per decisione non unanime dei giudici di gara e la seconda fu contro il futuro campione del mondo di BJJ Jorge Britto.
Successivamente tra il 2006 ed il 2008 infila una serie di nove vittorie consecutive, sei delle quali tramite sottomissione grazie al suo ottimo jiu jitsu brasiliano; tra queste hanno rilievo la vittoria sul veterano della Pride Johil de Oliveira e la vittoria in terra nipponica per la prestigiosa promozione Pancrase.

### Ultimate Fighting Championship
Con un record personale di 11-2 dos Anjos si presentava con buone credenziali nella divisione dei pesi leggeri dell'UFC, promozione statunitense di MMA al tempo considerata la più prestigiosa al mondo.
Esordì nel novembre 2008, e l'inizio in UFC per dos Anjos fu tutt'altro che semplice: il match di debutto contro Jeremy Stephens (record in UFC: 2-2) terminò con una sconfitta per KO durante la terza ripresa, e nel successivo incontro nel 2009 contro Tyson Griffin (record in UFC: 5-2) venne sonoramente battuto ai punti.
Con un piede ormai già fuori dall'organizzazione dos Anjos reagì ottimamente vincendo con merito contro Rob Emerson, il quale sostituiva l'infortunato Matt Wiman.
Nel 2010 ottenne la seconda vittoria in UFC ancora una volta ai punti e nettamente contro Kyle Bradley, e lo stesso anno riuscì a finalizzare per la prima volta un avversario nella promozione statunitense quando intrappolò in una leva al braccio l'inglese esperto di sottomissioni Terry Etim, ottenendo il riconoscimento Submission of the Night.
Successivamente arrivò il confronto con un top di categoria quale era Clay Guida: dos Anjos venne colpito alla mascella dall'avversario che gli causò un infortunio al quale il brasiliano dovette arrendersi.
Nel 2011 dovette comunque confrontarsi con un altro top fighter come George Sotiropoulos (record in UFC: 7-1) rimpiazzando l'infortunato Evan Dunham: dos Anjos stupì vincendo per KO in meno di un minuto.
In novembre subì la quarta sconfitta in UFC e la sesta in carriera quando in un match equilibrato contro il grosso connazionale Gleison Tibau due giudici di gara su tre diedero la vittoria all'avversario.
Dal 2012 un evoluto Rafael dos Anjos iniziò la sua corsa verso i piani alti della divisione: prima ottenne una vittoria per sottomissione sul wrestler iraniano Kamal Shalorus, e solamente due mesi dopo tornò a combattere contro lo striker Anthony Njokuani sostituendo l'indisponibile Paul Taylor e vincendo meritatamente ai punti; in novembre sconfisse senza troppi patemi il canadese Mark Bocek in territorio ostile, venendo inserito come il contendente numero 10 dei ranking ufficiali UFC dei pesi leggeri.
Nel 2013 combatte per la prima volta in Brasile da quando è in UFC, strappando una risicata vittoria ai punti su Evan Dunham.
In agosto compie il capolavoro imponendosi con merito sull'eterno top contender di UFC e WEC Donald Cerrone grazie ad uno striking e ad una lotta notevolmente migliorati, soffiandogli il sesto posto nei ranking ufficiali dell'UFC.
Nel febbraio 2014 avrebbe dovuto affrontare il russo numero 14 dei ranking Rustam Khabilov, ma a due settimane dall'incontro l'avversario s'infortunò e venne sostituito dal connazionale e numero 7 della classifica di categoria Khabib Nurmagomedov: dos Anjos perse nettamente una sfida cruciale per un eventuale posto come contendente al titolo di categoria.
Tornò alla vittoria in giugno mettendo KO Jason High durante il secondo round.
In agosto ottiene la vittoria più importante della sua carriera fino a quel momento mettendo KO in poco più di due minuti il fuoriclasse ed ex campione di categoria Ben Henderson, ottenendo anche il premio Performance of the Night.
In dicembre domina nettamente l'ex contendente al titolo Nick Diaz in un incontro catchweight al limite delle 160 libbre.

#### Campione dei pesi leggeri UFC
A marzo del 2015 affrontò Anthony Pettis in un match valido per il titolo dei pesi leggeri UFC. Dos Anjos dominò l'intero incontro divenendo, così, il nuovo campione in carica nonché il primo brasiliano ad ottenere il titolo dei pesi leggeri UFC.
A dicembre, all'ultimo evento della UFC del 2015, dovette difendere per la prima volta il titolo dei pesi leggeri contro Donald Cerrone. Dopo soli 40 secondi dall'inizio dell'incontro, Rafael andò a segno con una devastante ginocchiata al corpo che costrinse Cerrone ad indietreggiare verso le pareti dell'ottagono, successivamente il brasiliano continuò il suo attacco con numerosi pugni al volto; nonostante ciò Cerrone riuscì ad allontanarsi ma rimanendo ancora stordito dai colpi presi finì al suolo, da qui dos Anjos pose fine al match con il ground and pound. Rafael fu il primo a finalizzare Donald Cerrone con i pugni ed inoltre stabilì il record per la vittoria più rapida in un match titolato dei pesi leggeri in UFC. Con questa vittoria ottenne il premio Performance of the Night.
Dos Anjos doveva difendere per la seconda volta il suo titolo dei pesi leggeri contro il campione dei pesi piuma Conor McGregor. Tuttavia, il 23 febbraio, venne annunciato che dos Anjos si ruppe il piede durante l'allenamento.

#### Perdita del titolo
Il 7 luglio 2016 dovette difendere il titolo contro Eddie Alvarez. Dopo aver inizialmente subito la pressione di dos Anjos, Alvarez stordì gravemente il campione brasiliano con un gancio destro; a questo punto l'azione si spostò contro la gabbia, dove Alvarez iniziò a colpire ripetutamente dos Anjos: quest'ultimo riuscì a sottrarsi all'assalto dell'americano ma fu subito raggiunto da una ginocchiata volante e poi da un'altra raffica di pugni al volto. L'arbitro fermò l'incontro a causa dell'inattività di dos Anjos, decretando la vittoria dell'americano per KO tecnico.
A novembre dovette affrontare Tony Ferguson: dopo cinque round dos Anjos venne sconfitto per decisione unanime ed entrambi gli atleti ottennero il premio Fight of the Night.

#### Passaggio ai pesi welter
Nel 2017 sale di categoria e passa ai pesi welter: il primo incontro in essa lo disputa contro l'ex campione Strikeforce Tarec Saffiedine il 17 giugno vincendo per decisione unanime. Il 9 settembre batte per sottomissione Neil Magny ottenendo il riconoscimento Performance of the Night. Il 16 dicembre affronta l'ex campione UFC Robbie Lawler, riuscendo a ottenere la vittoria per decisione unanime. 
Il 9 giugno 2018 viene sconfitto per decisione unanime da Colby Covington nell'incontro che determina il campione ad interim di categoria; chiude l'anno con una sconfitta per decisione unanime contro il futuro campione Kamaru Usman.
Torna alla vittoria il 18 maggio 2019 vincendo per sottomissione contro Kevin Lee.

## Risultati nelle arti marziali miste
| Risultato | Record | Avversario          | Metodo                                    | Evento                                      | Data              | Round | Tempo | Città                          | Note                                                             |
| --------- | ------ | ------------------- | ----------------------------------------- | ------------------------------------------- | ----------------- | ----- | ----- | ------------------------------ | ---------------------------------------------------------------- |
| Sconfitta | 32-17  | Geoff Neal          | KO tecnico (infortunio al ginocchio)      | UFC 308                                     | 26 ottobre 2024   | 1     | 1:30  | Abu Dhabi, Emirati Arabi Uniti |                                                                  |
| Sconfitta | 32-16  | Mateusz Gamrot      | Decisone (unanime)                        | UFC 299                                     | 9 marzo 2024      | 3     | 5:00  | Miami, Stati Uniti             |                                                                  |
| Sconfitta | 32-15  | Vicente Luque       | Decisione (unanime)                       | UFC on ESPN: Luque vs. dos Anjos            | 12 agosto 2023    | 5     | 5:00  | Las Vegas, Stati Uniti         |                                                                  |
| Vittoria  | 32-14  | Bryan Barberena     | Sottomissione (neck crank)                | UFC on ESPN: Thompson vs. Holland           | 3 dicembre 2022   | 2     | 3:20  | Orlando, Stati Uniti           | Ritorno nei pesi welter                                          |
| Sconfitta | 31-14  | Rafael Fiziev       | KO (pugni)                                | UFC on ESPN: Dos Anjos vs. Fiziev           | 9 luglio 2022     | 5     | 0:18  | Las Vegas, Stati Uniti         |                                                                  |
| Vittoria  | 31-13  | Renato Moicano      | Decisione (unanime)                       | UFC 272: Covington vs. Masvidal             | 5 marzo 2022      | 5     | 5:00  | Las Vegas, Stati Uniti         |                                                                  |
| Vittoria  | 30-13  | Paul Felder         | Decisione (non unanime)                   | UFC Fight Night: Felder vs. dos Anjos       | 14 novembre 2020  | 5     | 5:00  | Las Vegas, Stati Uniti         | Ritorno nei pesi leggeri. Fight of the Night                     |
| Sconfitta | 29-13  | Michael Chiesa      | Decisione (unanime)                       | UFC Fight Night: Blaydes vs. dos Santos     | 25 gennaio 2020   | 3     | 5:00  | Raleigh, Stati Uniti           |                                                                  |
| Sconfitta | 29-12  | Leon Edwards        | Decisione (unanime)                       | UFC on ESPN: dos Anjos vs. Edwards          | 20 luglio 2019    | 5     | 5:00  | San Antonio, Stati Uniti       |                                                                  |
| Vittoria  | 29-11  | Kevin Lee           | Sottomissione (triangolo di braccio)      | UFC Fight Night: dos Anjos vs. Lee          | 18 maggio 2019    | 4     | 3:47  | Rochester, Stati Uniti         |                                                                  |
| Sconfitta | 28-11  | Kamaru Usman        | Decisione (unanime)                       | The Ultimate Fighter: Heavy Hitters Finale  | 30 novembre 2018  | 5     | 5:00  | Las Vegas, Stati Uniti         |                                                                  |
| Sconfitta | 28-10  | Colby Covington     | Decisione (unanime)                       | UFC 225: Whittaker vs. Romero 2             | 9 giugno 2018     | 5     | 5:00  | Chicago, Stati Uniti           | Per il titolo dei pesi welter UFC ad interim                     |
| Vittoria  | 28-9   | Robbie Lawler       | Decisione (unanime)                       | UFC on Fox: Lawler vs. dos Anjos            | 16 Dicembre 2017  | 5     | 5:00  | Winnipeg, Canada               |                                                                  |
| Vittoria  | 27-9   | Neil Magny          | Sottomissione (arm-triangle choke)        | UFC 215                                     | 9 Settembre 2017  | 1     | 3:43  | Edmonton, Canada               | Performance of the Night                                         |
| Vittoria  | 26-9   | Tarec Saffiedine    | Decisione (unanime)                       | UFC Fight Night: Holm vs. Correia           | 17 giugno 2017    | 3     | 5:00  | Kallang, Singapore             | Debutto nei pesi welter                                          |
| Sconfitta | 25-9   | Tony Ferguson       | Decisione (unanime)                       | The Ultimate Fighter Latin America 3 Finale | 5 novembre 2016   | 5     | 5:00  | Città del Messico, Messico     | Fight of the Night                                               |
| Sconfitta | 25-8   | Eddie Alvarez       | KO tecnico (pugni)                        | UFC Fight Night: dos Anjos vs. Alvarez      | 7 luglio 2016     | 1     | 3:49  | Las Vegas, Stati Uniti         | Perde il titolo dei pesi leggeri UFC                             |
| Vittoria  | 25-7   | Donald Cerrone      | KO Tecnico (ginocchiata al corpo e pugni) | UFC on Fox: dos Anjos vs. Cerrone 2         | 19 dicembre 2015  | 1     | 1:06  | Orlando, Stati Uniti           | Difende il titolo dei pesi leggeri UFC, Performance of the Night |
| Vittoria  | 24-7   | Anthony Pettis      | Decisione (unanime)                       | UFC 185: Pettis vs. dos Anjos               | 14 marzo 2015     | 5     | 5:00  | Dallas, Stati Uniti            | Vince il titolo dei pesi leggeri UFC, Performance of the Night   |
| Vittoria  | 23-7   | Nate Diaz           | Decisione (unanime)                       | UFC on Fox: dos Santos vs. Miocic           | 13 dicembre 2014  | 3     | 5:00  | Phoenix, Stati Uniti           | Incontro catchweight (160.6 libbre)                              |
| Vittoria  | 22-7   | Ben Henderson       | KO (pugni)                                | UFC Fight Night: Henderson vs. dos Anjos    | 23 agosto 2014    | 1     | 2:31  | Tulsa, Stati Uniti             | Performance of the Night                                         |
| Vittoria  | 21-7   | Jason High          | KO Tecnico (pugni)                        | UFC Fight Night: Henderson vs. Khabilov     | 7 giugno 2014     | 2     | 3:36  | Albuquerque, Stati Uniti       |                                                                  |
| Sconfitta | 20-7   | Khabib Nurmagomedov | Decisione (unanime)                       | UFC on Fox: Werdum vs. Browne               | 22 febbraio 2014  | 3     | 5:00  | Orlando, Stati Uniti           |                                                                  |
| Vittoria  | 20–6   | Donald Cerrone      | Decisione (unanime)                       | UFC Fight Night: Condit vs. Kampmann 2      | 28 agosto 2013    | 3     | 5:00  | Indianapolis, Stati Uniti      |                                                                  |
| Vittoria  | 19–6   | Evan Dunham         | Decisione (unanime)                       | UFC on FX: Belfort vs. Rockhold             | 18 maggio 2013    | 3     | 5:00  | Jaraguá do Sul, Brasile        |                                                                  |
| Vittoria  | 18–6   | Mark Bocek          | Decisione (unanime)                       | UFC 154: St-Pierre vs. Condit               | 17 novembre 2012  | 3     | 5:00  | Montréal, Canada               |                                                                  |
| Vittoria  | 17–6   | Anthony Njokuani    | Decisione (unanime)                       | UFC on Fuel TV: Muñoz vs. Weidman           | 11 luglio 2012    | 3     | 5:00  | San Jose, Stati Uniti          |                                                                  |
| Vittoria  | 16–6   | Kamal Shalorus      | Sottomissione (rear naked choke)          | UFC on Fuel TV: Korean Zombie vs. Poirier   | 15 maggio 2012    | 1     | 1:40  | Fairfax, Stati Uniti           |                                                                  |
| Sconfitta | 15–6   | Gleison Tibau       | Decisione (non unanime)                   | UFC 139: Shogun vs. Henderson               | 19 novembre 2011  | 3     | 5:00  | San Jose, Stati Uniti          |                                                                  |
| Vittoria  | 15–5   | George Sotiropoulos | KO (pugno)                                | UFC 132: Cruz vs. Faber                     | 2 luglio 2011     | 1     | 0:59  | Las Vegas, Stati Uniti         |                                                                  |
| Sconfitta | 14–5   | Clay Guida          | KO Tecnico (infortunio alla mascella)     | UFC 117: Silva vs. Sonnen                   | 7 agosto 2010     | 3     | 1:51  | Oakland, Stati Uniti           |                                                                  |
| Vittoria  | 14–4   | Terry Etim          | Sottomissione (armbar)                    | UFC 112: Invincible                         | 10 aprile 2010    | 2     | 4:30  | Abu Dhabi, EAU                 | Submission of the Night                                          |
| Vittoria  | 13–4   | Kyle Bradley        | Decisione (unanime)                       | UFC Fight Night: Maynard vs. Diaz           | 11 gennaio 2010   | 3     | 5:00  | Fairfax, Stati Uniti           |                                                                  |
| Vittoria  | 12–4   | Rob Emerson         | Decisione (unanime)                       | UFC 103: Franklin vs. Belfort               | 19 settembre 2009 | 3     | 5:00  | Dallas, Stati Uniti            |                                                                  |
| Sconfitta | 11–4   | Tyson Griffin       | Decisione (unanime)                       | UFC Fight Night: Condit vs. Kampmann        | 1º aprile 2009    | 3     | 5:00  | Nashville, Stati Uniti         | Fight of the Night                                               |
| Sconfitta | 11–3   | Jeremy Stephens     | KO (pugni)                                | UFC 91: Couture vs. Lesnar                  | 15 novembre 2008  | 3     | 0:39  | Las Vegas, Stati Uniti         | Debutto in UFC                                                   |
| Vittoria  | 11–2   | Takafumi Otsuka     | Decisione (non unanime)                   | Fury FC 6: High Voltage                     | 12 luglio 2008    | 3     | 5:00  | Rio de Janeiro, Brasile        |                                                                  |
| Vittoria  | 10–2   | Takaichi Hirayama   | Sottomissione (armbar)                    | Pancrase: Shining 5                         | 1º giugno 2008    | 1     | 1:25  | Tokyo, Giappone                | Debutto in Pancrase                                              |
| Vittoria  | 9–2    | Gabriel Miglioli    | Decisione (unanime)                       | Fury FC 5: Final Conflict                   | 6 dicembre 2007   | 3     | 5:00  | San Paolo, Brasile             |                                                                  |
| Vittoria  | 8–2    | Danilo Cherman      | Sottomissione (kimura)                    | Fury FC 4: High Voltage                     | 4 agosto 2007     | 2     | 3:38  | Teresópolis, Brasile           |                                                                  |
| Vittoria  | 7–2    | Mauricio Reis       | Sottomissione (rear naked choke)          | XFC: Brazil                                 | 29 aprile 2007    | 1     | 6:24  | Rio de Janeiro, Brasile        |                                                                  |
| Vittoria  | 6–2    | Thiago Meller       | Sottomissione (rear naked choke)          | XFC: Brazil                                 | 29 aprile 2007    | 1     | 7:28  | Rio de Janeiro, Brasile        |                                                                  |
| Vittoria  | 5–2    | Johil de Oliveira   | Sottomissione (rear naked choke)          | Juiz de Fora: Fight 4                       | 14 aprile 2007    | 1     | 2:50  | Juiz de Fora, Brasile          |                                                                  |
| Vittoria  | 4–2    | Mateus Trindade     | Decisione (unanime)                       | Shooto: Brazil 2                            | 24 marzo 2007     | 3     | 5:00  | Rio de Janeiro, Brasile        |                                                                  |
| Vittoria  | 3–2    | Diogo Oliveira      | Sottomissione (armbar)                    | Top Fighter MMA 2                           | 25 ottobre 2006   | 2     | -     | Rio das Pedras, Brasile        |                                                                  |
| Sconfitta | 2–2    | Jorge Britto        | Decisione (non unanime)                   | Arena Belo Horizonte Combat                 | 4 giugno 2005     | 3     | 5:00  | Belo Horizonte, Brasile        |                                                                  |
| Vittoria  | 2–1    | Felipe Arinelli     | KO Tecnico (ferita)                       | Juiz de Fora: Fight 2                       | 26 aprile 2005    | 2     | -     | Juiz de Fora, Brasile          |                                                                  |
| Vittoria  | 1–1    | Joao Paulo Almeida  | Decisione                                 | Arena Belo Horizonte                        | 9 ottobre 2004    | 3     | 5:00  | Belo Horizonte, Brasile        |                                                                  |
| Sconfitta | 0–1    | Adriano Abu         | Decisione (non unanime)                   | Juiz de Fora: Fight 1                       | 25 settembre 2004 | 3     | 5:00  | Juiz de Fora, Brasile          |                                                                  |